# Der Tiger von Eschnapur (pel·lícula de 1938)
Der Tiger von Eschnapur és una pel·lícula alemanya del 1938 dirigida per Richard Eichberg, basada en la novel·la homònima escrita per Thea von Harbou i protagonitzada per Philip Dorn, La Jana i Theo Lingen. Va ser seguit per una segona part Das indische Grabmal que es va estrenar el mateix any. Fritz Lang en dirigiria una nova versió el 1959.

## Repartiment
- Philip Dorn com a maharajà d'Eschnapur
- La Jana com a Maharani d'Eschnapur
- Alexander Golling com el príncep Ramigani, cosí del maharajà
- Theo Lingen com a Emil Sperling
- Kitty Jantzen com Irene Traven
- Gustav Diessl com a Sascha Demidoff, aventurer
- Hans Stüwe com a Peter Fürbringer, arquitecte
- Karl Haubenreiser com a Gopal
- Albert Hörrmann com a Ragupati, al servei de Ramigani
- Rosa Jung com Myrrha, familiar dels Maharani
- TAN. Schoening com a metge personal Dr. Putri
- Gisela Schlueter com a Lotte Sperling
- Hans Zesch-Ballot com a Fedor Borodin, aventurer
- Harry Frank com a Misha Borodin, aventurera
- Gerhard Dammann com a convidat curiós a la festa de Fürbringer
- Hertha von Walther com a convidada a la festa de Fürbringer
- Carl Auen com a noble indi
- Jutta Jol com a noia amb Irene Traven
- Theo Shall com a director del Palau de Cristall
- Charles Willy Kayser com a director del Palau de Cristall
- Josef Peterhans com a noble indi
- Paul Rehkopf com a noble indi